# Åsa
Åsa  è un nome proprio di persona svedese femminile.

## Varianti
- Femminili: Åse[1]

### Varianti in altre lingue
- Danese: Åse[1], Aase
- Islandese: Ása[1]
- Norreno: Ása[1]
- Norvegese: Åse[1]

## Origine e diffusione
Continua il nome norreno Ása, ipocoristico di altri nomi femminili comincianti con l'elemento áss ("dio"), come ad esempio Astrid, Aslaug e Ásdís. Il significato è quindi "dea", affine a quello dei nomi Diva, Tea e Božena. Non va confuso con il nome ebraico maschile Asa, a cui non è correlato.

## Persone

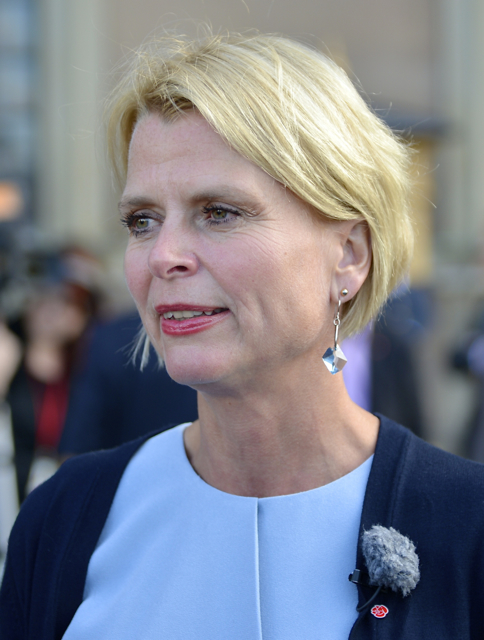
Åsa Regnér

- Åsa Haraldsdottir di Agder, regina vichinga
- Åsa Larsson, avvocato e scrittrice svedese
- Åsa Regnér, politica svedese
- Åsa Svensson, tennista svedese
- Åsa Westlund, politica svedese

### Varianti
- Aase Holgersen, schermitrice danese
- Åse Idland, biatleta norvegese
- Åse Kleveland, cantante, chitarrista e politica svedese naturalizzata norvegese